# 476 a.C.
Il 476 a.C. (CDLXXVI a.C. in numeri romani) è un anno  del V secolo a.C.

## Eventi

### Per luogo

#### Antica Roma
- Consoli Aulo Verginio Tricosto Rutilo e Spurio Servilio Prisco.
- Battaglia del Gianicolo - I romani sconfiggono i Veienti, che sono costretti ad abbandonare il Gianicolo.

#### Antica Grecia
- Il re di Sparta Leotichida, cacciato dalla sua patria con accusa di corruzione con la famiglia Aleude mentre guidava una spedizione in Tessaglia contro tale famiglia per la loro collaborazione con i persiani, fugge al tempio di Atena Alea in Tegea, in Arcadia. Viene condannato per antonomasia in esilio, la sua casa viene rasa al suolo, e suo nipote Archidamo II sale sul trono di Sparta.
- Cimone di Atene incrementa il suo potere a spese di Temistocle, e caccia Pausania e i suoi spartani dall'area intorno al Bosforo. Gli spartani, udendo che Pausania stia intrigando con i persiani, lo richiamano per "disciplinarlo".
- Sotto la guida di Cimone, la lega di Delo continua a combattere la Persia e a liberare le città ioniche dalla sua amministrazione. Cimone stesso guida la conquista di Eione sul fiume Struma.

### Per argomento

#### Letteratura
- Il poeta greco Pindaro visita la Sicilia, e viene accolto alle corti di Terone di Agrigento e Gerone I di Siracusa, ed entrambi sono commissionari di alcune delle sue più grandi poesie. Forse attraverso queste connessioni, la reputazione di Pindaro si diffonde a macchia d'olio in tutto il mondo.

## Morti
- Anassila
- Ecateo di Mileto, geografo e storico greco antico (n. 550 a.C.)